# Croix de Kerléouret
La croix de Kerléouret,  est située à Saint-Nicolas-du-Pélem en France.

## Localisation
La croix est située sur la commune de Saint-Nicolas-du-Pélem, dans le département des Côtes-d'Armor en région Bretagne.

## Historique
La croix est inscrite au titre des monuments historiques par arrêté du 11 juin 1964.

## Galerie

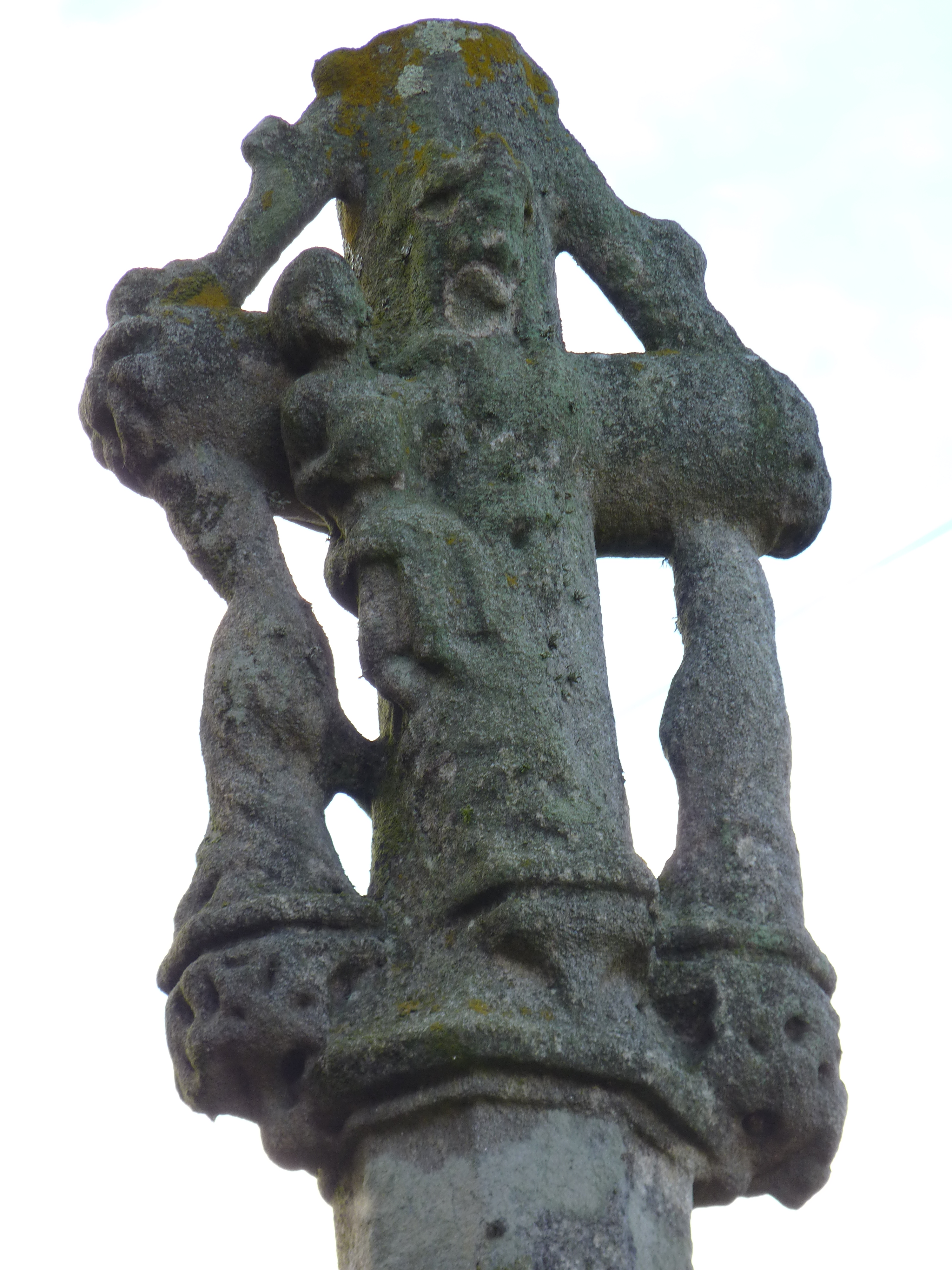
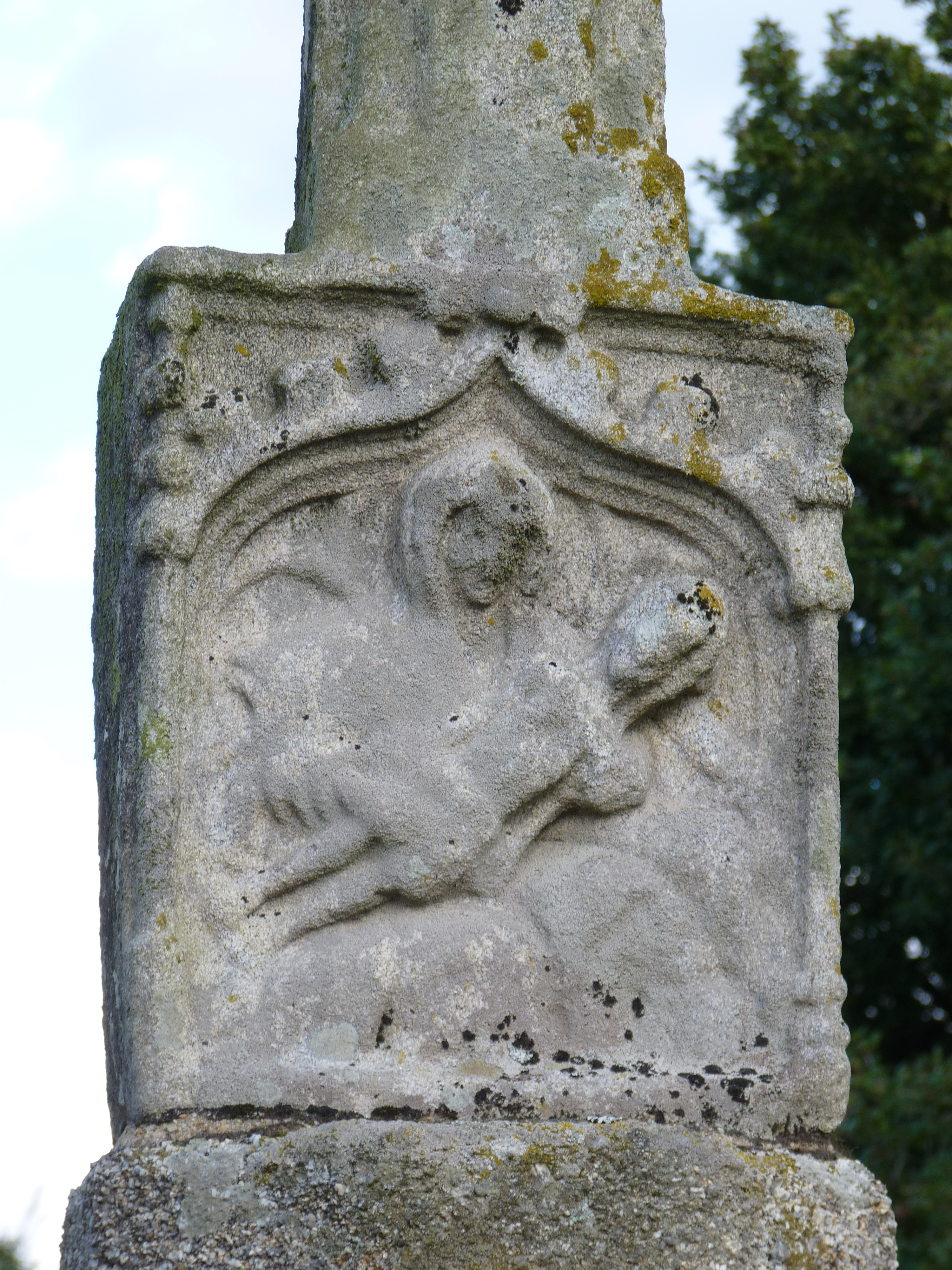
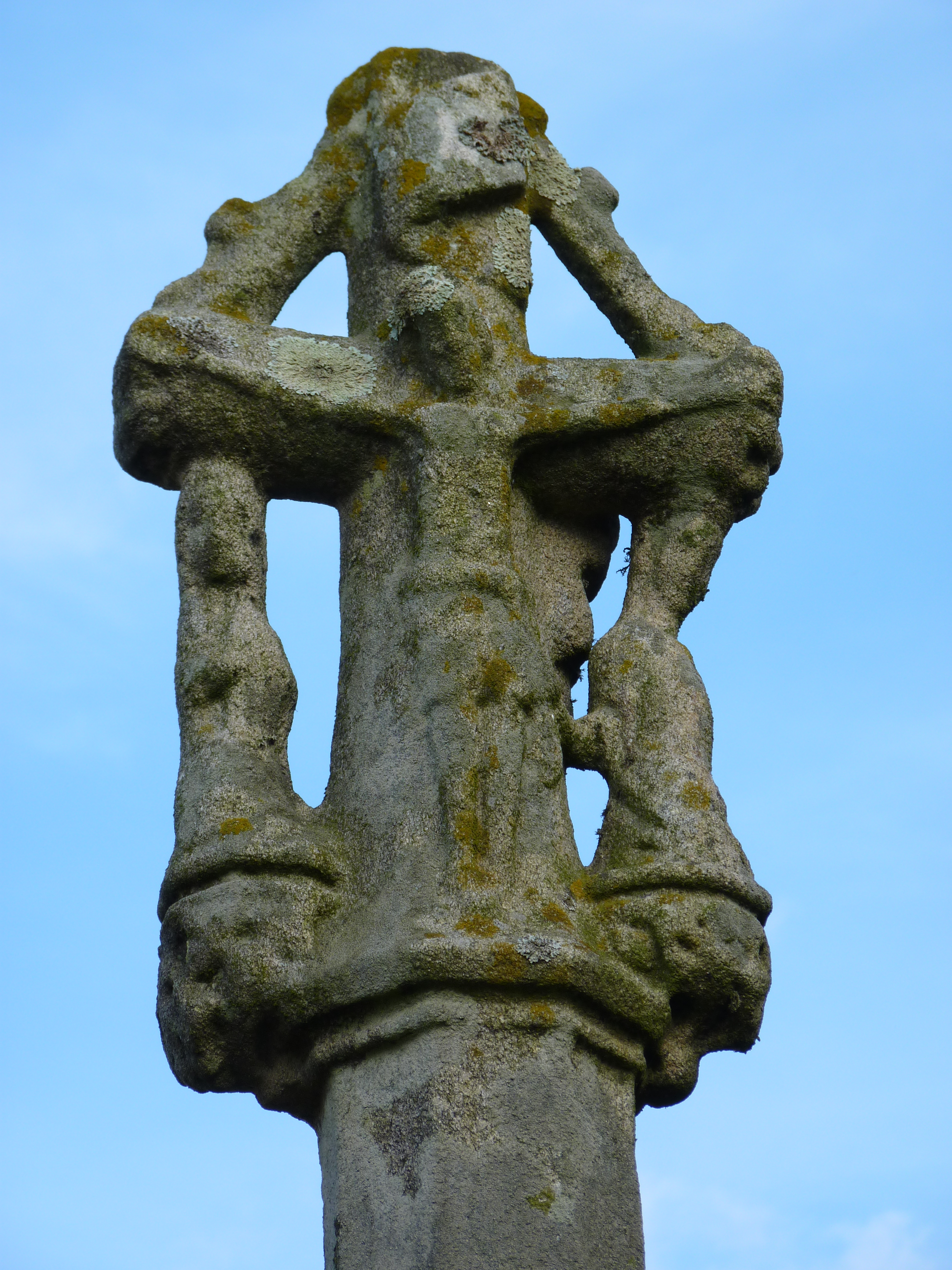